# Otrjad mobilnij osobogo naznačenija
Otrjad mobilnij osobogo naznačenija (rusko отряд мобильный особого назначения, slovensko Mobilni odredi za specialno delovanje; OMON, bolj znani kot Črne baretke) so specialne enote ruske policije, namenjene boju proti organiziranem kriminalu in terorističnim skupinam.
Enote OMON se nahajajo v vseh večjih ruskih urbanih središčih in štejejo od 800-1.000 mož; samo v Moskvi je število podvojeno.

## Zgodovina
Zgodovina odreda za specialno delovanje se začenja leta 1979, ko so potekale priprave na olimpijske igre v Moskvi leta 1980. Odred je bil ustanovljen zato, da bi preprečil morebitne dogodke, podobne tistim leta 1972 na olimpijskih igrah v Münchnu, ko so teroristi zajeli in ubili izraelske športnike.
Naslednik skupine, ustanovljene leta 1979, je bil odred, imenovan OMON, ki je bil ustanovljen leta 1987.
Na začetku so njihove naloge obsegale nadzor in zaustavitev demonstracij, kasneje pa so odred povezovali z vmešavanjem v gibanja za neodvisnost v nekaterih pribaltskih državah.
V devetdesetih letih 20. stoletja je bil odred udeležen pri vojaških akcijah v Čečeniji.

## Pogoji za vstop
- končano policijsko ali vojaško osnovno urjenje
- delovne izkušnje iz policije oz. vojske
- zdravstveno in psihično sposobni
- opravljen psihofizični preizkus
- opravljen preizkus iz borilnih veščin.

## Trening
4-mesečno urjenje, ki je sestavljen iz protiterorističnega, vojaškega in policijskega dela.

## Oborožitev in oprema
OMON uporablja standarno osebno zaščito specialnih sil. Med vozili uporabljajo vozila s pogonom 4×4 in helikopterje (npr. Mi-8).
- jurišne puške AKSU-74
- jurišne puške AK-74
- pištola Kedr,
- pištola PP-90,
- ostrostrelska puška SVD Dragunov
- potezna šibrenica KS-23